# Mountainbike-Europameisterschaften 2009
Die Mountainbike-Europameisterschaften 2009 fanden vom 8. bis 12. Juli 2009 in Zoetermeer in den Niederlanden statt. Es standen Entscheidungen in den Disziplinen Cross Country und Trial auf dem Programm.

## Cross Country

### Männer
| Platz | Land | Sportler        | Zeit      |
| ----- | ---- | --------------- | --------- |
| 1     | SUI  | Ralph Näf       | 2:13:10 h |
| 2     | ESP  | Jose Hermida    | +1:39 min |
| 3     | BEL  | Sven Nys        | +3:12 min |
| 4     | SUI  | Martin Gujan    | +4:01 min |
| 5     | SUI  | Lukas Flückiger | +4:59 min |
| 6     | CZE  | Milan Spesny    | +5:10 min |
| 7     | SUI  | Florian Vogel   | +5:24 min |
| 8     | ESP  | Sergio Mantecón | +5:29 min |

Datum: 12. Juli, 13:00

Länge:
Insgesamt waren 93 Fahrer gemeldet. Davon gingen 92 an den Start und 78 konnten sich klassieren.

### Frauen
| Platz | Land | Sportlerin          | Zeit      |
| ----- | ---- | ------------------- | --------- |
| 1     | POL  | Maja Włoszczowska   | 1:47:30 h |
| 2     | RUS  | Irina Kalentieva    | +0:18 min |
| 3     | GER  | Sabine Spitz        | +0:38 min |
| 4     | POL  | Anna Szafraniec     | +1:31 min |
| 5     | FRA  | Cecile Ravanel      | +1:53 min |
| 6     | SUI  | Katrin Leumann      | +2:40 min |
| 7     | SUI  | Nathalie Schneitter | +3:23 min |
| 8     | ITA  | Eva Lechner         | +4:09 min |

Datum: 12. Juli, 10:00

Länge:
Insgesamt waren 45 Fahrerinnen am Start, davon konnten sich 41 klassieren.

### Männer U23
| Platz | Land | Sportler           | Zeit      |
| ----- | ---- | ------------------ | --------- |
| 1     | SUI  | Fabian Giger       | 1:45:35 h |
| 2     | SUI  | Thomas Litscher    | +0:32 min |
| 3     | SUI  | Lukas Kaufmann     | +2:03 min |
| 4     | FRA  | Guillaume Vinit    | +3:03 min |
| 5     | POL  | Marek Konwa        | +3:07 min |
| 6     | SUI  | Mathias Flückiger  | +3:18 min |
| 7     | ITA  | Cristian Cominelli | +3:59 min |
| 8     | POL  | Piotr Brzozka      | +4:06 min |

Datum: 11. Juli, 14:00

Länge:
Insgesamt waren 74 Fahrer gemeldet. Davon gingen 72 an den Start und 65 konnten sich klassieren.

### Frauen U23
| Platz | Land | Sportlerin            | Zeit      |
| ----- | ---- | --------------------- | --------- |
| 1     | POL  | Aleksandra Dawidowicz | 1:30:59 h |
| 2     | SWE  | Alexandra Engen       | +2:05 min |
| 3     | FRA  | Julie Bresset         | +4:06 min |
| 4     | GBR  | Annie Last            | +5:04 min |
| 5     | SUI  | Vivienne Meyer        | +5:36 min |
| 6     | HUN  | Barbara Benkó         | +6:05 min |
| 7     | UKR  | Nataliya Krompets     | +6:27 min |
| 8     | FRA  | Julie Krasniak        | +7:12 min |

Datum: 11. Juli, 11:00

Länge:
Insgesamt waren 34 Fahrerinnen gemeldet. Davon gingen 33 an den Start und 31 konnten sich klassieren.

### Junioren
| Platz | Land | Sportler                | Zeit      |
| ----- | ---- | ----------------------- | --------- |
| 1     | ITA  | Gerhard Kerschbaumer    | 1:27:20 h |
| 2     | NED  | Michiel van der Heijden | +0:05 min |
| 3     | GER  | Martin Gluth            | +0:54 min |
| 4     | SWE  | Tobias Ludvigsson       | +1:40 min |
| 5     | GER  | Marcus Schulte-Lünzum   | +2:02 min |
| 6     | ITA  | Luca Braidot            | +2:10 min |
| 7     | CZE  | Jan Nesvadba            | +2:27 min |
| 8     | SUI  | Matthias Stirnemann     | +2:40 min |

Datum: 10. Juli, 15:00

Länge:
Insgesamt waren 90 Fahrer gemeldet. Davon gingen 89 an den Start und 83 konnten sich klassieren.

### Juniorinnen
| Platz | Land | Sportlerin             | Zeit      |
| ----- | ---- | ---------------------- | --------- |
| 1     | FRA  | Pauline Ferrand-Prévot | 1:40:05 h |
| 2     | SUI  | Michelle Hediger       | +0:27 min |
| 3     | NED  | Anne Terpstra          | +3:55 min |
| 4     | GER  | Mona Eiberweiser       | +5:07 min |
| 5     | SUI  | Vania Schumacher       | +5:07 min |
| 6     | GER  | Helen Grobert          | +6:50 min |
| 7     | AUT  | Lisa Mitterbauer       | +7:52 min |
| 8     | RUS  | Jekaterina Anoschina   | +8:31 min |

Datum: 10. Juli, 13:00

Länge:
Insgesamt waren 33 Fahrerinnen am Start, davon konnten sich 32 klassieren.

### Staffel
| Platz | Land | Sportler                                                                   | Zeit      |
| ----- | ---- | -------------------------------------------------------------------------- | --------- |
| 1     | SWE  | Emil Lindgren Tobias Ludvigsson Alexandra Engen Matthias Wengelin          | 0:52:05 h |
| 2     | SUI  | Ralph Näf Roger Walder Nathalie Schneitter Thomas Litscher                 | +0:54 min |
| 3     | NED  | Irjan Luttenberg Michiel Heyden Sanne Paasen Rudi Houts                    | +1:08 min |
| 4     | FRA  | Jean-Christophe Péraud Hugo Drechou Cecile Ravanel Alexis Vuillermoz       | +1:19 min |
| 5     | ITA  | Marco Aurelio Fontana Christian Cominelli Gerhard Kerschbaumer Eva Lechner | +1:53 min |
| 6     | GBR  | Liam Killeen Kenta Gallagher Annie Last David Fletcher                     | +2:10 min |
| 7     | POL  | Marcin Karczyński Marek Konwa Maja Włoszczowska Emanuel Piaskowy           | +2:19 min |
| 8     | CZE  | Jan Nesvadba Josef Kamler Tereza Hurikova Jaroslav Kulhavi                 | +2:19 min |

Datum: 9. Juli 2009, 19:00

Länge:
Insgesamt nahmen 16 Staffeln am Wettkampf teil.

## Trials

### Männer 26"
| Platz | Land | Sportler            | Punkte |
| ----- | ---- | ------------------- | ------ |
| 1     | FRA  | Gilles Coustellier  | 29     |
| 2     | FRA  | Vincent Hermance    | 37     |
| 3     | BEL  | Kenny Belaey        | 39     |
| 4     | FRA  | Aurelien Fontenoy   | 49     |
| 5     | FRA  | Marc Caisso         | 50     |
| 6     | FRA  | Giacomo Coustellier | 54     |
| 7     | BEL  | Wesley Belaey       | 55     |
| 8     | GER  | Thomas Mrohs        | 60     |

Datum: 12. Juli 2009, 15:00

### Männer 20"
| Platz | Land | Sportler           | Punkte |
| ----- | ---- | ------------------ | ------ |
| 1     | ESP  | Dani Comas Riera   | 38     |
| 2     | ESP  | Benito Ros Charral | 40     |
| 3     | GER  | Sebastian Hoffmann | 46     |
| 4     | ESP  | Carles Diaz Codina | 50     |
| 5     | POL  | Rafal Kumorowski   | 51     |
| 6     | GER  | Matthias Mrohs     | 56     |
| 7     | NED  | Rick Koekoek       | 57     |
| 8     | SUI  | Stefan Moor        | 59     |

Datum: 12. Juli 2009, 13:00

### Frauen
| Platz | Land | Sportlerin          | Punkte |
| ----- | ---- | ------------------- | ------ |
| 1     | SUI  | Karin Moor          | 12     |
| 2     | ESP  | Mireia Abant Condal | 34,5   |
| 3     | ESP  | Gemma Abant Condal  | 41,5   |
| 4     | FRA  | Julie Pesenti       | 43     |
| 5     | POL  | Sonia Klich         | 53     |
| 6     | RUS  | Tatiana Janickova   | 57,5   |
| 7     | GER  | Andrea Wesp         | 65     |
| 8     | GER  | Romina Fix          | 69     |

Datum: 11. Juli 2009, 14:00

### Junioren 26"
| Platz | Land | Sportler            | Punkte |
| ----- | ---- | ------------------- | ------ |
| 1     | FRA  | Anthony Grenier     | 28     |
| 2     | ESP  | Rafael Tibau Roura  | 33     |
| 3     | FRA  | Kevin Aglaé         | 34     |
| 4     | ESP  | Joan Figueras Viñas | 37     |
| 5     | SUI  | Lars Zysset         | 43     |
| 6     | FRA  | Leo Nobile          | 44     |
| 7     | BEL  | Nicolas Massart     | 45     |
| 8     | GER  | Robin Fix           | 50     |

Datum: 12. Juli 2009, 11:00

### Junioren 20"
| Platz | Land | Sportler              | Punkte |
| ----- | ---- | --------------------- | ------ |
| 1     | ESP  | Abel Mustieles Garcia | 15     |
| 2     | ESP  | Ion Areitio Aguirre   | 28     |
| 3     | BEL  | Gil Alkema            | 33     |
| 4     | BEL  | Rodrigue Timellini    | 33,5   |
| 5     | ESP  | Guillem Mauri Gali    | 36     |
| 6     | FRA  | Alexandra Fabregas    | 37     |
| 7     | POL  | Filip Mrugala         | 48     |
| 8     | SUI  | Cyril Jeker           | 53     |

Datum: 12. Juli 2009, 09:00

## Medaillenspiegel
| Platz | Land        | Gold | Silber | Bronze | Gesamt |
| ----- | ----------- | ---- | ------ | ------ | ------ |
| 1     | Schweiz     | 3    | 3      | 1      | 7      |
| 2     | Frankreich  | 3    | 1      | 2      | 6      |
| 3     | Spanien     | 2    | 5      | 1      | 8      |
| 4     | Polen       | 2    | -      | -      | 2      |
| 5     | Schweden    | 1    | 1      | -      | 2      |
| 6     | Italien     | 1    | -      | -      | 1      |
| 7     | Niederlande | -    | 1      | 2      | 3      |
| 8     | Russland    | -    | 1      | -      | 1      |
| 9     | Deutschland | -    | -      | 3      | 3      |
|       | Belgien     | -    | -      | 3      | 3      |